# U.S.D. 1913 Seregno Calcio
Unione Sportiva Dilettantistica 1913 Seregno Calcio là một câu lạc bộ bóng đá Ý có trụ sở tại Seregno, Lombardy. Đội bóng hiện tại thi đấu ở Serie D.

## Lịch sử
Seregno được thành lập vào năm 1913 bởi cav. Umberto Trabattoni và vào năm 1936 đã cùng đội tuyển quốc gia Ý trước khi thi đấu bóng đá thế giới.
Năm 2008 câu lạc bộ được đổi tên với tên hiện tại.

## Màu sắc và huy hiệu
Màu của đội là toàn màu xanh